# Jason Oppenheim
Pour les articles homonymes, voir Oppenheim (homonymie).
Jason Oppenheim est un avocat et courtier immobilier américain. 
Il est président et fondateur de The Oppenheim Group, une entreprise de courtage immobilier représentant les acheteurs et les vendeurs de propriétés de luxe à Los Angeles.
Oppenheim et son équipe d'agents immobiliers de The Oppenheim group font l'objet de la série originale Netflix, Selling Sunset, qui a été créée le 22 mars 2019. La série présente Oppenheim et son équipe proposant des opérations immobilières de luxe aux acheteurs aisés et célèbres de Los Angeles.
En 2019, Oppenheim a été reconnu par le The Wall Street Journal « meilleur agent immobilier d'Amérique », mais aussi le premier meilleur agent immobilier à Hollywood Hills et à Sunset Strip, le troisième meilleur agent immobilier à Los Angeles et le vingt-deuxième meilleur agent immobilier aux États-Unis.

## Biographie
Jason Oppenheim est né le 12 avril 1977. Son arrière-arrière grand-père, Jacob Stern, a déménagé à Hollywood en 1889. Leur famille est de confession juive.
Il a grandi dans le nord de la Californie où il a fréquenté la Mission San Jose High School à Fremont, en Californie. Il a obtenu ses diplômes de premier cycle et d'avocat à l'Université de Californie à Berkeley.

### Carrière

#### Avocat
Oppenheim a travaillé comme avocat au sein du cabinet O'Melveny et Myers de 2003 à 2007, où il représentait de nombreuses entreprises.

#### Immobilier
Oppenheim a été identifié comme un Top Agent à Los Angeles par The Hollywood Reporter, et Showbiz Real Estate Elite par Variety.
Sa clientèle comprend de nombreuses célébrités, athlètes professionnels et hommes d'affaires, comme Kris Humphries, Chloë Grace Moretz, Orlando Bloom, Joel Kinnaman, Chris McGurk, Taye Diggs, et il a vendu des propriétés à Nicole Scherzinger, Jessica Alba, Dakota Johnson, entre autres.